# No Hope for the Kids
No Hope for the Kids er et dansk punkband der har sit udspring i punk miljøet omkring Ungdomshuset i København. Kasper Maarbjerg har tidligere spillet i punkgrupperne Hul og Asbest, mens trommeslageren Peter Bonneman tidligere har været medlem af Amdi Petersens Armé, tilliger medlem af Gorilla Angreb, og nu ude med solo E.P'en Jeg Kendte Dem Ikke. 
Gruppen spiller en type punk der er meget inspireret af den tidlige engelske punk fra slutningen af 1970'erne før hardcore punkens gennembrud, og som er mere gennemsyret af hård rock. Teksterne til sangene som både er på engelsk og dansk kredser omkring krig, død og depressioner.

## Historie
Singlen Das Reich/Secret Police fra 2003 som blev trykt i i 300 eksemplarer blev hurtigt udsolgt og er nu allerede et samlerobjekt der sælges for høje beløb på auktionssider som f.eks. eBay.
Udgivelsen af deres debut album (kaldet No Hope for the Kids men nogle gange forkert angivet som Storkøbenhavn fordi medlemmerne på album coveret står ved siden af et byskilt hvorpå der står Storkøbenhavn) på lp i 2003 blev udgivet på det danske, nu hedengangne, pladeselskab Kick'n'Punch. Og i 2004 udkom den som cd på det amerikanske Feral Ward. 
Gruppen blev snart meget populær i punkkredse både i hjemlandet men også internationalt, specielt i USA . En interesse for danske punkbands i udlandet, som andre danske grupper såsom Gorilla angreb og tidligere Amdi Petersens Armé også har været med til at skabe. Dette har medført flere turnéer både i Europa og USA(2004 og 2006). 
I 2006 udkom singlen Angels of Destruction/Cold Touch på selskabet Backwards Masking. Sangen Angels of Destruction var tidligere udkommet på den danske punkopsamlingsplade København i Ruiner i 2003.
No Hope for the Kids' album er nu blevet genoptrykt for tredje gang. Det danske pladeselskab Hjernespind har overtaget udgivelsen efter at Kick'n'Punch er blevet nedlagt. 
I 2006 udkom sangen Treblinka på punkopsamlingspladen Public Safety som blev udgivet af det amerikanske punkrock magasin Maximumrocknroll.
Hjernespind har annonceret en kommende EP med gruppen der samler de to singler på én udgivelse. 
Ronni Dybdahl og Kasper Maarbjerg spiller desuden sammen i spoofbandet The Natzees.
I januar 2008 udkom på Hjernespind Records en genudgivelse af gruppens to tidligere udsendte singler.

## Diskografi
- Das Reich/Secret Police 7", Backwards Masking, 2003.
- No Hope for the Kids, LP, KicknPunch, 2003.
- København i Ruiner kompilation 2x7", KicknPunch, 2003. (Sangen Angels of Destruction).
- No Hope for the Kids, CD, Feral Ward, 2004.
- Angels of Destruction/Cold Touch 7", Backwards masking, 2006.
- Public Safety, LP & CD, Maximumrocknroll, 2006. (Sangen Treblinka).
- Discography, bootleg kassettebånd fra det polske selskab Trująca Fala, 2006. (Indeholder sangene fra de to singler og albummet).
- Live at KBOO Portland, live radio optagelse fra 2006, bootleg.
- Live at the Blitz, live optagelse fra Norge 2006, bootleg.
- Das Reich/Secret Police b-side med Angels of Destruction/Cold Touch of Death, genudgivelse på 7" af gruppens to tideligere udgivne singler, Hjernespind, 2008 (300 hvid vinyl + en del flere på sort vinyl).